# レコレール
『レコレール』（英字表記：recorrer）は、2023年4月3日よりJFN加盟局で放送開始したラジオ番組。

## 概要
『Seasoning -season your life with music-』の基本放送枠を引き継ぎ、新しく月曜から木曜の午後の生ワイド番組として放送開始。
祝日は『レコレール ホリデー エディション』として特別プログラム扱いで放送されている。
『レコレール』とはスペイン語で「寄り道しながら歩き回る、巡る、旅する」の意。この番組では、日常が戻りつつある中で、「改めて、知らない誰かと語り合いたい」あるいは「見知らぬ場所へフラっと行ってみたい」といった気持ちをサポートする「“偶然の出会い”と“気づきの情報”」に加え、「生活を明るく彩るエヴァーグリーンな音楽」を送る生ワイド番組である。

## 基本放送時間
- 月曜 - 木曜 13:30 - 15:55（ネット局によって放送時間が異なる。また途中別番組を内包する局もある。）

## パーソナリティ

### 現在
- Shaula（月・火[注 1]）
- 鬼頭由芽（水・木）

### 過去
- 奥宮みさと（月・火、Shaulaの産休に伴う代理出演、2023年8月1日 - 11月28日）
- 加藤円夏（月[注 2]、2023年12月4日 - 2024年3月25日）

## ネット局
2025年6月現在はJFN系列39局のうち、28局で放送。
下記に記載のない局は本番組開始当初から自社制作番組放送のため非ネット。
全局、ウェブブラウザまたはスマートフォン・タブレット・スマートテレビなどのアプリを介して「radiko」（無料のリアルタイムまたはタイムフリー）または「radiko.jpプレミアム」（有料のエリアフリー）で聴取可能。
| 放送対象地域   | 放送局名                                     | 放送時間                                      | 放送期間       | 中断 | 備考     |
| -------------- | -------------------------------------------- | --------------------------------------------- | -------------- | --- | -------- |
| 栃木県         | エフエム栃木（RADIO BERRY）                  | 月 - 木曜 13:30 - 15:55                       | 2023年4月3日 - | 13:55 - 14:00 B-HOT! 14:20 -14:30 あぐりずむ 14:55 - 15:00 IMP. のIMPickup 15:42 - 15:48 快適生活ラジオショッピング |          |
| 石川県         | エフエム石川（HELLO FIVE）                   | 月 - 木曜 13:30 - 15:55                       | 2023年4月3日 - | 15:42 - 15:48 快適生活ラジオショッピング |          |
| 福井県         | 福井エフエム放送（FM FUKUI）                 | 月 - 木曜 13:30 - 15:55                       | 2023年4月3日 - | |          |
| 山形県         | エフエム山形（Rhythm Station）               | 月 - 木曜 13:30 - 15:55                       | 2023年4月3日 - | 14:20 -14:30 あぐりずむ 15:45 - 15:48 （木）T×Tガレージ インフォメーション |          |
| [ 注 3 ]       | InterFM897（interfm）                        | 月 - 木曜 13:30 - 15:55                       | 2023年4月3日 - | 14:15 - 14:20 （※コーナー名無し。曲を流す） 14:40 - 14:54 （月）イトーとスドーのモノ申し隊! 14:40 - 14:54 （火）SHUN! SHUN! PICKUP 14:40 - 14:54 （水）小倉・IMALUの〇〇玉手箱 14:40 - 14:54 （木）BUY NOW 14:54 - 15:00 interfm Hotpicks Playlist |          |
| 富山県         | 富山エフエム放送（FMとやま）                 | 月 - 木曜 13:30 - 15:55                       | 2023年4月3日 - | |          |
| 岐阜県         | エフエム岐阜（FM GIFU）                      | 月 - 木曜 13:30 - 15:55                       | 2023年4月3日 - | 15:42 - 15:48 快適生活ラジオショッピング |          |
| 三重県         | 三重エフエム放送 （レディオキューブ FM三重） | 月 - 木曜 13:30 - 15:55                       | 2023年4月3日 - | 15:42 - 15:48 快適生活ラジオショッピング |          |
| 島根県・鳥取県 | エフエム山陰（V-air）                        | 月 - 木曜 13:30 - 15:55                       | 2023年4月3日 - | 14:40 - 14:47 ステーションらんでぶ〜 |          |
| 徳島県         | エフエム徳島（FM TOKUSHIMA）                 | 月 - 木曜 13:30 - 15:55                       | 2023年4月3日 - | |          |
| 香川県         | エフエム香川（FM香川）                       | 月 - 木曜 13:30 - 15:55                       | 2023年4月3日 - | 13:47 - 13:55 Town Information! 14:30 - 14:40 あぐりずむ 14:40 - 14:47 ステーションらんでぶ〜 |          |
| 高知県         | エフエム高知（Hi-Six）                       | 月 - 木曜 13:30 - 15:55                       | 2023年4月3日 - | 14:30 - 14:40 あぐりずむ 14:40 - 14:47 ステーションらんでぶ〜 |          |
| 長崎県         | エフエム長崎（FM Nagasaki）                  | 月 - 木曜 13:30 - 15:55                       | 2023年4月3日 - | |          |
| 青森県         | エフエム青森（AFB）                          | 月・水・木曜 13:30 - 15:55 火曜 14:00 - 15:55 | 2023年4月3日 - | 13:55 - 14:00 （水）Doctor’s Cafe 13:55 - 14:00 （木）あなたのおそばに こくみん共済COOP |          |
| 秋田県         | エフエム秋田（AFM）                          | 月 - 木曜 13:30 - 14:40                       | 2023年4月3日 - | 13:55 - 14:00 IMP.のIMPickup（先行放送） |          |
| 岩手県         | エフエム岩手（FM IWATE）                     | 月・火曜 13:30 - 15:45                        | 2023年4月3日 - | 14:20 -14:30 あぐりずむ |          |
| 福島県         | エフエム福島（ふくしまFM）                   | 月・水曜 14:00 - 15:55 火・木曜 13:30 - 15:55 | 2023年4月3日 - | 11:45 -12:00 あぐりずむ 14:55-15:00 IMP．のIMPickup |          |
| 長野県         | 長野エフエム放送（FM長野）                   | 月 - 木曜 13:30 - 15:43                       | 2023年4月3日 - | 14:20 -14:30 あぐりずむ 14:55-15:00 IMP．のIMPickup |          |
| 群馬県         | エフエム群馬（FMぐんま）                     | 月 - 水曜 13:30 - 14:55                       | 2023年4月3日 - | 13:55 - 14:00 IMP.のIMPickup（先行放送） 14:15 - 14:20 ニュース&アドインフォメーション |          |
| 滋賀県         | エフエム滋賀（e-radio）                      | 月 - 木曜 13:30 - 13:55                       | 2023年4月3日 - | |          |
| 岡山県         | エフエム岡山（FM OKAYAMA）                   | 月 - 木曜 13:30 - 15:54                       | 2023年4月3日 - | 14:40 - 14:47 ステーションらんでぶ〜 |          |
| 大分県         | エフエム大分（Air-Radio FM88）               | 月 - 木曜 13:30 - 14:55                       | 2023年4月3日 - | 14:30 - 14:40 あぐりずむ |          |
| 山口県         | エフエム山口（FMY）                          | 月 - 木曜 13:30 - 14:30                       | 2023年4月3日 - | 13:55 - 14:00 FMY PUSH ONE |          |
| 熊本県         | エフエム熊本 （FMK）                         | 月 - 木曜 13:30 - 14:49                       | 2023年4月3日 - | |          |
| 鹿児島県       | エフエム鹿児島（μFM）                        | 月 - 水曜 13:30 - 15:55 木曜 13:30 - 14:55    | 2023年4月3日 - | 13:47 - 13:48 交通情報 13:55 - 14:00 Bran’μ Song 14:46 - 14:47 交通情報 |          |
| 広島県         | 広島エフエム放送（HFM）                      | 月 - 木曜 13:30 - 14:55                       | 2024年4月 -    | 13:55 - 14:00 JFNラジオショッピング 14:15 - 14:20 （※コーナー名無し。曲を流す） |          |
| 宮崎県         | エフエム宮崎（JOY FM）                       | 月 - 木曜 13:30 - 15:44                       | 2024年4月8日 - | |          |
| 愛媛県         | エフエム愛媛（JOEU-FM）                      | 月 - 木曜13:30-15:55                          | 2025年4月1日 - | 13:55 - 14:00 快適生活ラジオショッピング | [ 注 5 ] |

### 過去のネット局
- エフエム佐賀（FMS） - 2023年4月3日から2025年5月29日まで[注 6]